# Irati-Wald

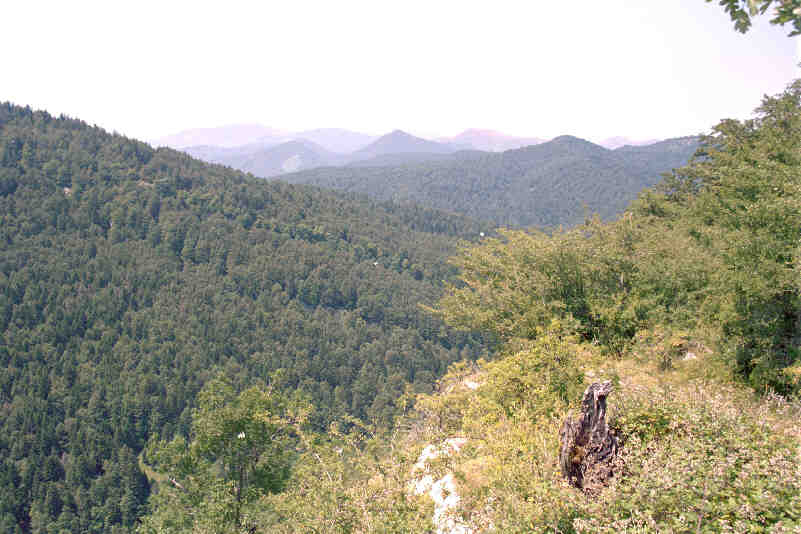
Ausblick auf den Irati-Wald

Der Irati-Wald (auf Spanisch „Selva de Irati“) ist ein Wald im Norden der spanischen Provinz Navarra sowie der französischen Provinz Nieder-Navarra im Südwesten Frankreichs.
Der spanische Teil erstreckt sich auf das Tal des Irati-Flusses zwischen den Bergen Orzanzurieta und Roncesvalles im Westen und dem Orhi-Berg im Osten. Im Süden wird der Wald durch das Abodi-Massiv begrenzt. Die beiden Hauptzugänge stellen die Pyrenäentäler Aezkoa im Westen und Salazar im Osten dar.
Der Irati-Wald ist nach dem Schwarzwald der zweitgrößte und am besten erhaltene Buchen- und Fichtenwald Europas. Die rund 17.000 ha große Waldfläche ist noch immer nahezu unberührt.